# Minaucourt-le-Mesnil-lès-Hurlus
Minaucourt-le-Mesnil-lès-Hurlus ist eine französische Gemeinde mit 46 Einwohnern (Stand: 1. Januar 2022) im Département Marne in der Region Grand Est. Sie gehört zum Arrondissement Châlons-en-Champagne und zum Kanton Argonne Suippe et Vesle. 

## Lage
Sie ist umgeben von folgenden Nachbargemeinden:
| Sommepy-Tahure            | Rouvroy-Ripont                              | Massiges |
| Souain-Perthes-lès-Hurlus | Kompassrose, die auf Nachbargemeinden zeigt |          |
| Wargemoulin-Hurlus        |                                             | Virginy  |

## Bevölkerungsentwicklung
| Jahr                       | 1962 | 1968 | 1975 | 1982 | 1990 | 1999 | 2008 | 2016 |
| -------------------------- | ---- | ---- | ---- | ---- | ---- | ---- | ---- | ---- |
| Einwohner                  | 98   | 92   | 84   | 78   | 57   | 67   | 78   | 50   |
| Quellen: Cassini und INSEE |      |      |      |      |      |      |      |      |

## Sehenswürdigkeiten
- Militärfriedhof